# Микаэль Андерсон
Микаэль Невилл Андерсон (исл. Mikael Neville Anderson; род. 1 июля 1998, Рейкьявик) — исландский футболист, полузащитник клуба «Юргорден» и сборной Исландии.
Микаэль родился в семье ямайца и исландки, также у него есть датское гражданство.

## Клубная карьера
Андерсон — воспитанник клубов «Орхус» и «Мидтьюлланн». 1 декабря 2016 года в матче против «Силькеборга» он дебютировал в датской Суперлиге в составе последнего. В 2017 году Микаэль на правах аренды выступал за «Вендсиссель» в Первом дивизионе. Летом 2018 года Андерсон был арендован нидерландским «Эксельсиором». 11 августа в матче против ситтардской «Фортуны» он дебютировал в Эредивизи. 1 сентября 2018 года в поединке против «АДО Ден Хааг» Микаэль забил свой первый гол за «Эксельсиор». В 2019 году он вернулся в «Мидтьюлланн». 12 июля в поединке против «Эсбьерга» Микаэль забил свой первый гол за команду.

## Международная карьера
11 января 2018 года в товарищеском матче против сборной Индонезии Андерсон дебютировал за сборную Исландии.